# Rafael Sans
Rafael Sans (Reus, 4 d'abril de 1812 - La Paz, Bolívia, 1899) va ser un missioner franciscà que predicà a l'Amèrica Llatina.
El seu pare, pastisser, l'ingressà al convent franciscà de Reus l'any 1828 i celebrà la primera missa a l'església de sant Tomàs de Riudeperes, vora Vic. Era molt bon dibuixant i tenia fama de gran predicador. Va viure la crema de convents de 1835 a Reus i, exclaustrat, va tenir diversos càrrecs fins que va ser nomenat capellà del monestir de santa Maria de Jerusalem a Barcelona el 1840. Va ser també capellà de les monges del Reial Monestir de Pedralbes i predicà assíduament a la parròquia del Pi de Barcelona. Emigrat a Itàlia el 1837, va ser proposat pels seus superiors per anar com a missioner a les repúbliques llatinoamericanes. Embarcà cap a Bolívia, on fundà el convent franciscà de la Recoleta a La Paz. El bisbe de La Paz el va nomenar conseller seu. Allà fundà el centre missioner de Copacabana. Buscà, a través del seu orde, missioners a Europa. El 1862 va ser prefecte de missions i el 1863 definidor general de l'orde i visitador apostòlic a Xile. El 1864 tornà per un temps a Catalunya i visità Jerusalem. Tornat a Bolívia, dirigí el col·legi de missions de San José a La Paz, gairebé fins a la seva mort.
Va publicar uns Apuntes de una visita a Tierra Santa (1864), una Historia de Copacabana (1867), una Memoria histórica del colegio de Misiones de san José de La Paz (1888) i altres llibres de tema històric i religiós. L'historiador reusenc Andreu de Bofarull també fa esment d'una obra manuscrita: «Escursión o visita á las islas Titicaca y Coatí, en la comprensión del Santuario de Nuestra Señora de Copacabana», amb interessants il·lustracions fetes pel franciscà a partir de les seves observacions sobre el terreny, i diu que la va adquirir quan Rafael Sans visità Reus el 1864.